# Drymaria ladewii
Drymaria ladewii är en nejlikväxtart som beskrevs av Henry Hurd Rusby. Drymaria ladewii ingår i släktet Drymaria och familjen nejlikväxter. Inga underarter finns listade i Catalogue of Life.